# Лиссабон
Лиссабо́н (порт. Lisboa, МФА: [liʒˈboɐ] (слушать)о файле) — столица, крупнейший город и главный порт Португалии с населением 544 851 человек (2021). Самая западная столица материковой Европы и единственная на Атлантическом побережье. Лиссабон расположен в западной части Пиренейского полуострова на берегу Атлантического океана и реки Тежу. Наиболее западные районы региональной агломерации города, именуемые Португальской Ривьерой, образуют крайнюю западную точку континентальной Европы и всей Евразии в мысе Рока.
Является одним из старейших городов мира и старейшим городом Западной Европы, а также второй по возрасту европейской столицей (после Афин), на века превосходя в возрасте другие современные столицы европейских стран. Лиссабон был основан докельтскими племенами, а позднее финикийцами. Юлий Цезарь сделал его муниципалитетом под названием Felicitas Julia и добавил этот термин к названию Olisippo. После падения Римской империи, начиная с V века, город находился под властью различных германских племён, в первую очередь вестготов. В VIII веке он был захвачен маврами. В 1147 году Афонсу I Великий занял город, а в 1255 году Лиссабон стал столицей Португалии, заменив Коимбру. С тех пор он является политическим, экономическим и культурным центром страны.
Городская агломерация, Большой Лиссабон, выходит за пределы административных границ города и имеет население около 2,7 млн человек, что делает её 11-й по численности населения агломерацией Европейского союза. На агломерацию Лиссабона приходится около 28 % всего населения Португалии. Лиссабон является политическим центром страны; в нём расположены правительство, парламент, Верховный суд, штаб вооружённых сил и резиденция главы государства. Также город служит центром португальской дипломатии.
Лиссабон относят к глобальным городам ввиду его значимости в сфере финансов, торговли, моды, СМИ, развлечений, искусства, международной торговли, образования и туризма. Является одним из двух португальских городов (наряду с Порту), считающихся глобальными городами. Также Лиссабон входит в число крупнейших экономических центров Европы, имеет растущий финансовый сектор и является одним из крупнейших контейнерных портов на Атлантическом побережье Европы. В Лиссабоне расположены три компании, входящие в список Global 2000.
Лиссабон — один из крупнейших экономических центров Европы с растущим финансовым сектором, а PSI-20 входит в состав Euronext — крупнейшего в мире центра листинга долговых обязательств и фондов. В регионе Лиссабон ВВП по ППС на душу населения выше, чем в любом другом регионе Португалии. ВВП региона на 2022 год составляет 87,368 млрд евро, то есть 30 462 евро на душу населения. Большинство штаб-квартир базирующихся в Португалии транснациональных корпораций расположены в районе Лиссабона. Город является одним из лидирующих в мире по количеству проводимых международных конференций.

## Этимология
На месте современного города в I веке до н. э. располагался римский лагерь, основанный Юлием Цезарем и названный в его честь — Felicitas Julia «Счастливая Юлия».
В начале нашей эры, однако, город упоминается уже под названием Ulisea, этимология которого не установлена. Некоторые лингвисты, пытаясь истолковать топоним, приписывали основание города мифологическому герою Гомера Одиссею (другое имя — «Улисс»). В дальнейшем название встречается в следующих формах: Olisippo, Olisippona, Lisabon, арабское al OSbuna, затем — Liäbuna, современное португальское Lisboa, русское традиционное «Лиссабон», реже — «Лисабон».
Существует также гипотеза, возводящая топоним к финикийским основам: -ippo «ограда», первая же часть названия неясна. По мнению Евгения Михайловича Поспелова, объяснение топонима из финикийского alis ubbo — «веселый залив» — также неверно.

## История

### Дороманский период
Во времена неолита регион был населён докельтскими племенами, которые возводили религиозные и погребальные монументы, мегалиты, дольмены и менгиры, часть из которых до сих пор сохранились на окраинах Лиссабона. Кельты прибыли сюда в 1 тысячелетии до н. э. и смешались с местным доиндоевропейским населением, положив начало кельтоязычным племенам кемпсов (лат. Cempsi).
Результаты археологических раскопок дают основания утверждать о присутствии в этом районе финикийцев с 1200 г. до н. э. Существует мнение, что в центре современного города, на южном склоне Замкового холма, мог находиться финикийский торговый порт, где финикийские суда, направлявшиеся на север, могли пополнять запасы продовольствия. Это место, как предполагают, могло именоваться «Alis Ubbo» (благословенная бухта) из-за удобного портового укрытия, которое было образовано правым рукавом реки Тежу.

### Романский период
После победы над Ганнибалом в череде Пунических войн, римляне вознамерились лишить Карфаген его наиболее значимого владения — Испании (Иберийского полуострова). Войска Карфагена в Восточной Испании были разгромлены Сципионом Африканским, что позволило консулу Дециму Юнию Бруту Каллаику усмирить запад и подписать мирный договор.
Децим заручился поддержкой Лиссабона (который отправил людей на битву вместе с римскими легионами против северо-западных кельтских племён) и включил его в состав республики как Municipium Cives Romanorum Felicitas Julia Olisipo. Местные правители получили право самоуправления на территории города и в радиусе 50 километров от него; освобождённые от налогов, его жители получили римское гражданство. Затем эта территория была включена в состав римской провинции Лузитания (чьей столицей стала Эмерита Августа).
Налёты и мятежи лузитанов обусловили необходимость возведения вокруг города стены. Во времена правления Октавиана Августа римляне также построили большой театр; кассианские бани (под Rua da Prata); храмы Юпитеру, Диане, Кибеле, Тефиде и Idea Phrygiae (малочисленный культ из Малой Азии), не считая храмов императору, большой некрополь под Praça da Figueira, большой форум и инсулы (многоэтажные жилые дома) между Замковым холмом и исторической частью города. Многие из этих руин были впервые раскопаны в середине XVIII века (в это же время велись активные раскопки Помпей, что способствовало росту интереса высшего общества к римской археологии).
Город расцвёл, когда удалось решить проблему пиратства. С приходом технологического прогресса Felicitas Julia стал центром торговли с римскими Британией (в частности, с Корнуоллом) и Рейном. Процветающий Olissipo прославился как место производства гарума (рыбного соуса, популярного среди всех сословий империи, доставлявшийся в Рим в амфорах), вина, соли, а также как место разведения лошадей. Римский дух и культура проникали всё глубже во все сферы жизни. Город был соединён широкой дорогой с двумя другими крупными городами Западной Испании — Бракарой Августой (современная Брага, Португалия) в Тарраконии и Эмеритой Августой (современная Мерида, Испания), столицей Лузитании. Город управлялся олигархическим советом, в котором главенствующую роль играли две семьи — Julii и Cassiae, хотя управление регионом осуществлялось римским губернатором Эмериты либо напрямую императором Тиберием. Помимо латиноязычного большинства в городе также проживало заметное количество греческих торговцев и рабов.
Олисипо, как и большинство городов на Западе империи, стал центром распространения христианства. Первым епископом стал Потамий (около 356 года). Среди мучеников времён гонений на христиан можно отметить Евлалию и Юлию. К моменту падения Рима Олиссипо уже был крупным оплотом христиан.
После распада Римской Империи стали происходить набеги варваров — между 409 и 429 годами город последовательно занимали то сарматы, то аланы, то вандалы. Германцы-свевы, основавшие в Галлеции своё королевство со столицей в Бракаре Августе, также распространили свою власть на территорию Лиссабона и удерживали её до 585 года. В 585 году королевство свевов было включено в состав вестготского королевства Толедо, занявшего весь Иберийский полуостров, с тех пор город стали называть Улишбона.

Замок Святого Георгия и прилегающие окрестности Каштелу и Моурария. Вид со смотровой площадки Сан-Педру-де-Алькантара.

### Средневековье
6 августа 711 года Лиссабон захватили мусульмане. Завоеватели, по большей части берберы и арабы из Северной Африки и Среднего Востока, возвели множество мечетей и домов, восстановили городскую стену (известную как Cerca Moura) и установили административный контроль, позволявший разнородному населению (муваллады, мосарабы, берберы, арабы, евреи, и др.) сохранить привычный для себя уклад жизни. С тех пор мосарабский стал одним из родных языков для большей части христианского населения. Ислам был официальной религией арабов, берберов, занджи, скалиба и мулади; христианам было разрешено проживать, сохраняя свою религию в статусе зимми, за что им приходилось платить специальный налог (джизья), однако во всех остальных вопросах — праве собственности, долговых обязательствах и при заключении договоров — христиане и евреи были равны с мусульманами.

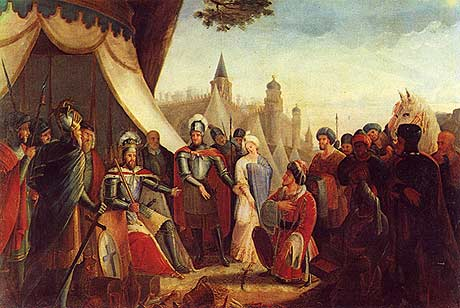
Мавры, сдающиеся королю Афонсу после Осады Лиссабона в 1147 году.

Мусульманское влияние и поныне прослеживается в современном районе Алфама — старом квартале Лиссабона, пережившим разрушительное Лиссабонское землетрясение 1755 года. Названия многих мест заимствованы из арабского языка — само название «Алфама» произошло от арабского «Аль-Хамма».
Недолгое время Лиссабон был центральным городом Бадахосской тайфы, а затем, в качестве независимой тайфы — Лиссабонской тайфы.

В 1108 году Лиссабон был отбит и занят норвежскими крестоносцами под предводительством Сигурда I на их пути на Святую землю в рамках Норвежского крестового похода. В 1111 году был захвачен маврами-альморавидами. 

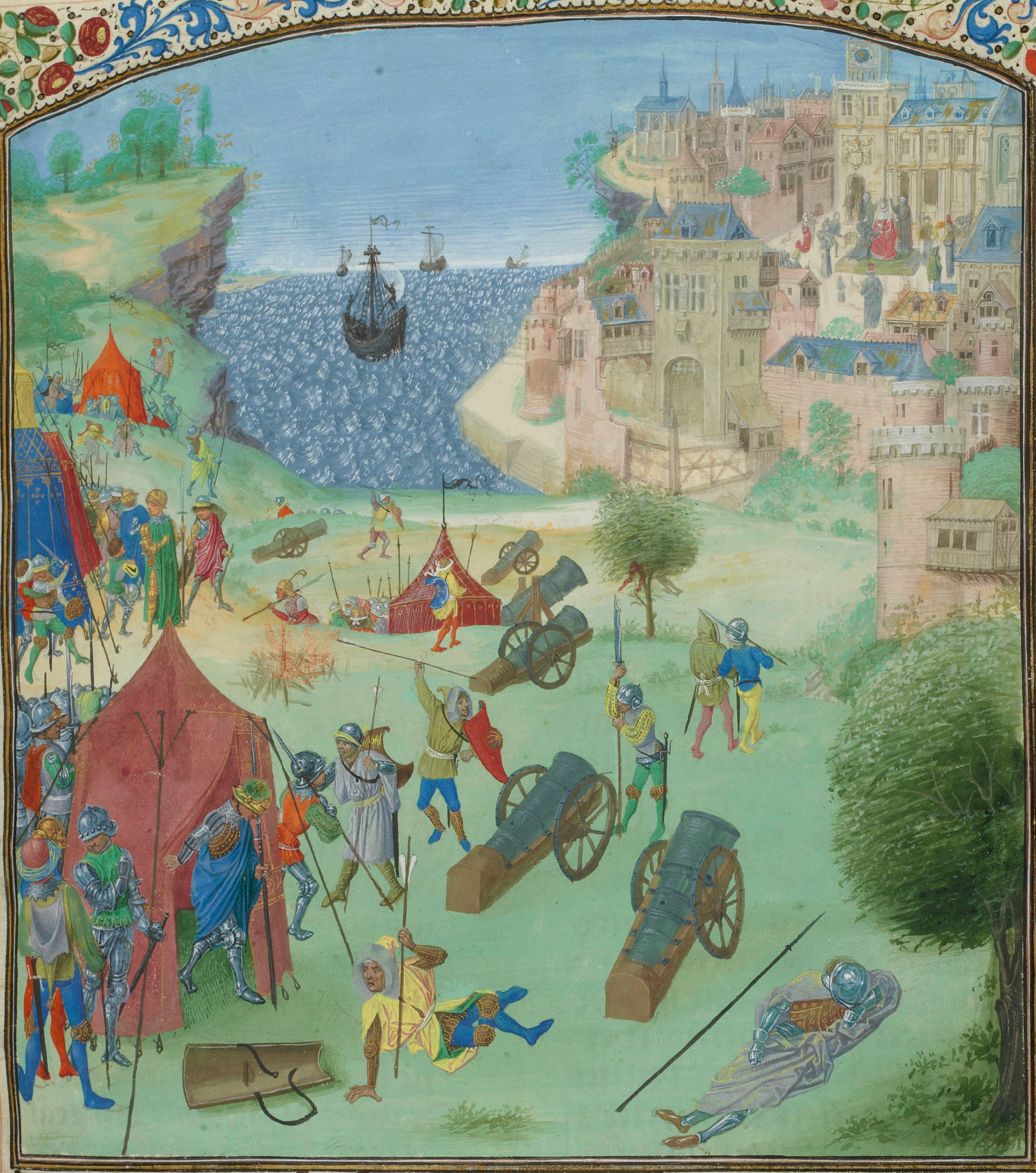
Осада Лиссабона 1384 года в Хрониках Фруассара.

В 1147 в ходе Реконкисты рыцари-крестоносцы под предводительством Афонсу I Португальского осадили и отвоевали Лиссабон. Город, чьё население в тот момент составляло 154 000 человек, вновь вернулся к христианскому укладу жизни. Отвоевание Португалии и восстановление христианства является одним из самых значительных событий в истории Лиссабона, описанным в хронике De expugnatione Lyxbonensi. Некоторые из живших там мусульман были обращены в католичество, а те кто не был, в большинстве своём бежали в другие части мусульманского мира, главным образом в мусульманскую Испанию и Северную Африку. Все мечети были или уничтожены, или перестроены в церкви. В результате окончания мусульманского владычества арабский язык со временем лишился своего статуса и вышел из обихода.
Благодаря своему центральному расположению Лиссабон стал столицей Королевства Португалия в 1255 году. Первый португальский университет был основан в Лиссабоне в 1290 году королём Динишем I; Studium generale (Основное обучение) с перерывами осуществлялось в Коимбре, где и закрепилось к XVI веку, образовав Коимбрский университет.
В 1384 году город был осаждён королём Хуаном I Кастильским в результате разразившегося кризиса 1383—1385 годов. Результатом осады стала победа португальцев под предводительством Нуну Алвареша Перейра.
В последние века Средневековья город значительно разросся и стал важным торговым пунктом, связующим Северную Европу и города Средиземноморья.

### Раннее Новое время

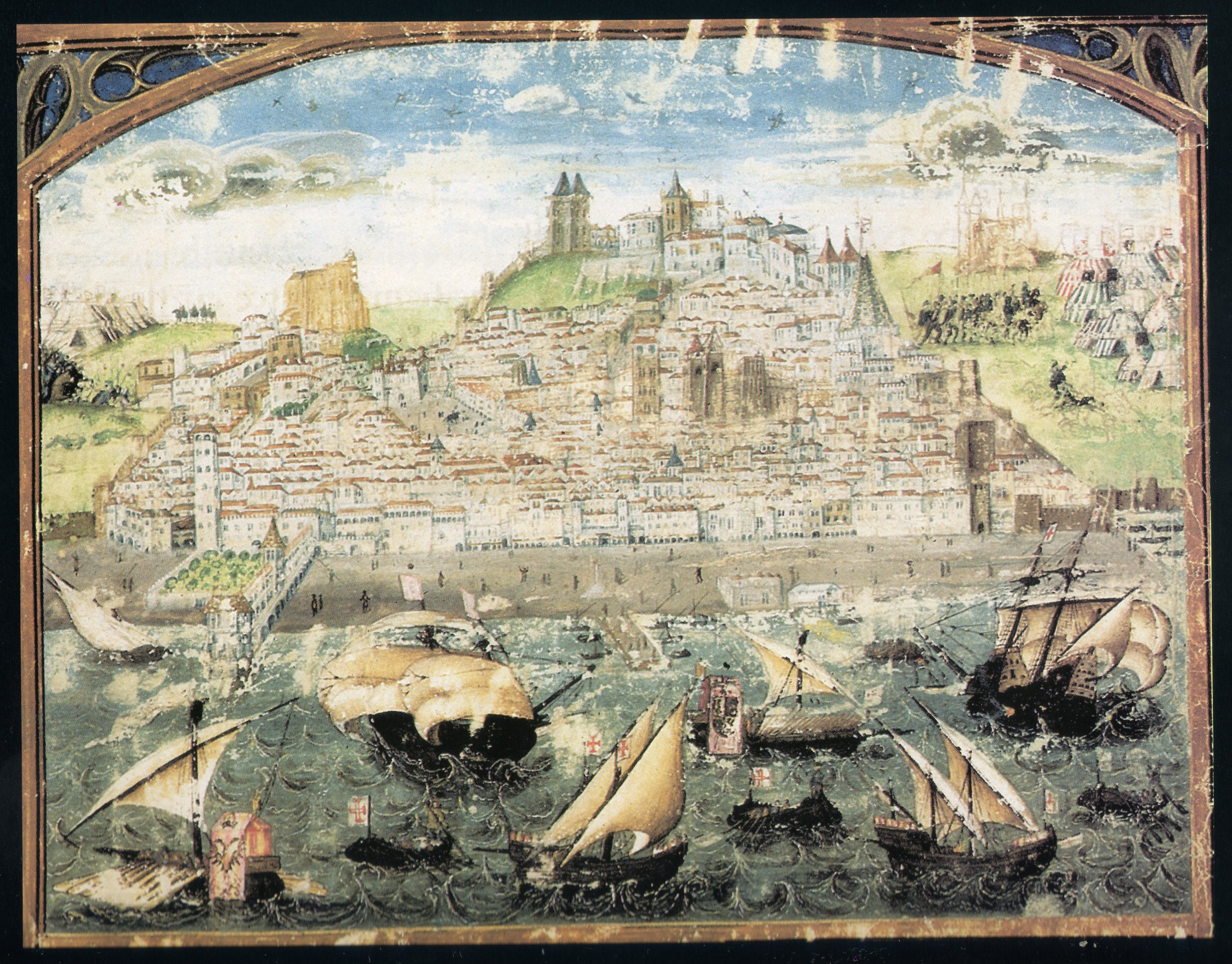
Старейшее известное изображение Лиссабона (1500—1510) из Хроники дона Альфонсо I Энрикиша Дуарта Галвана

Большинство португальских экспедиций Эпохи Великих географических открытий начинались с Лиссабона в период с XV до начала XVII столетия, включая экспедицию мореплавателя Васко да Гамы в Индию в 1498 году. В 1506 году 3000 евреев были убиты в Лиссабонском погроме. XVI век стал золотым для Лиссабона: город был главным посредником в торговле между Европой и Африкой, Индией, Японией и позднее — Бразилией. Это позволило заработать большие богатства, эксплуатируя торговлю специями, рабами, сахаром, текстилем и другими товарами. В этот период наблюдается подъём стиля Мануэлино в архитектуре, который оставил следы во многих монументах XVI века (включая лиссабонскую Торре-де-Белен и монастырь Жеронимуш, которые внесены в Список объектов всемирного наследия ЮНЕСКО). Описание Лиссабона было написано Дамианом ди Гойшу в 16 веке и издано в 1554 году.
Португалия потеряла свою независимость и попала под власть Испании после наследственного кризиса в 1580 году, начиная 60-летний период дуалистической монархии Португалии и Испании под управлением Испанских Габсбургов Этот период называется Правление Филиппов, так как все три испанских короля имели имя Филипп (Filipe). Освободительная война, которая началась с переворота, организованного сословиями дворянства и буржуа в Лиссабоне и закончилась восстановлением независимости Португалии. Период с 1640 по 1668 годы был отмечен как периодическими стычками Португалии и Испании, так и короткими эпизодами более серьёзных военных действий до подписания Лиссабонского мирного договора в 1688 году.
В начале XVIII века золото из Бразилии позволило Жуану V спонсировать строительство нескольких барочных церквей и театров в городе.

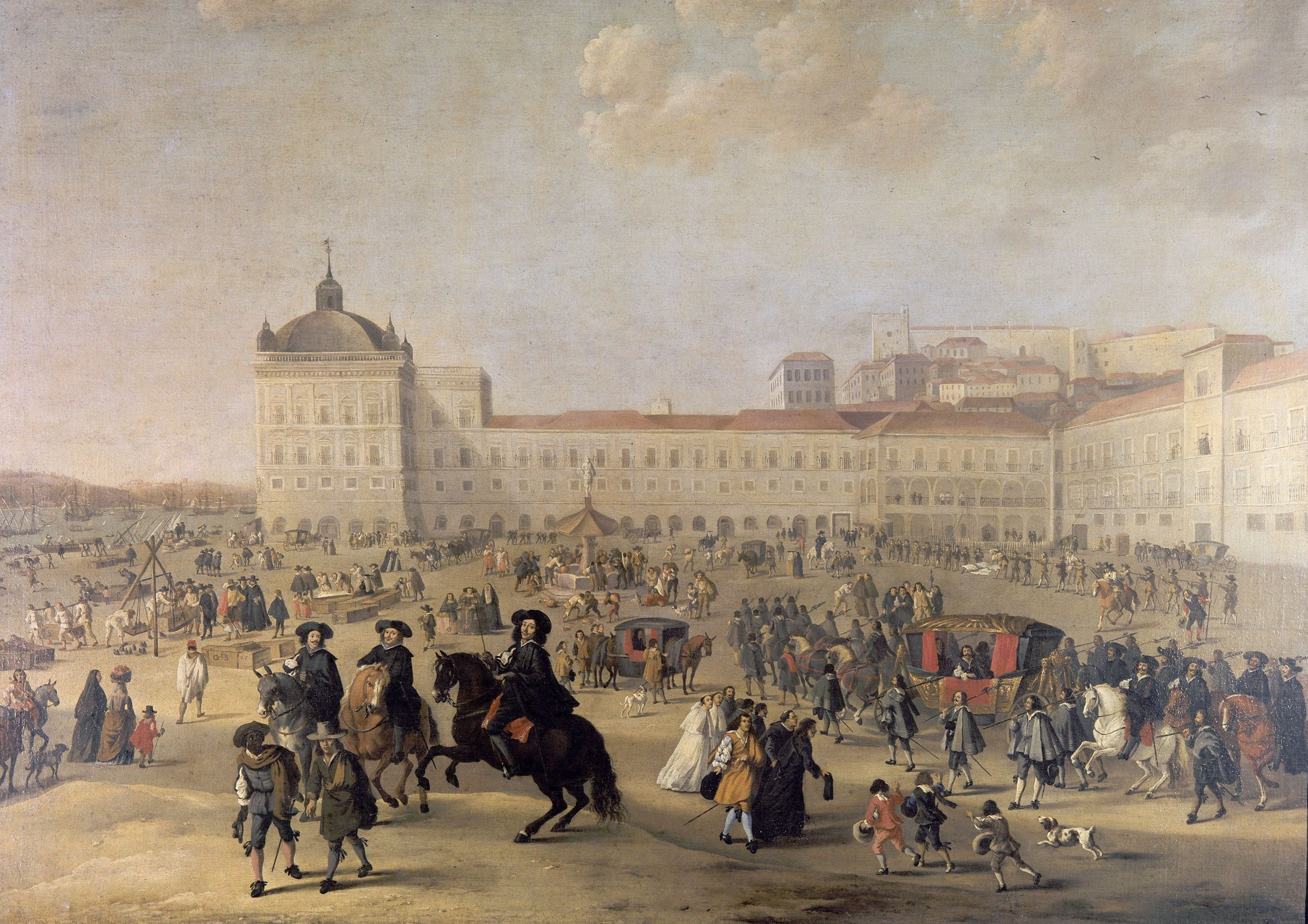
Дворец Рибейра и общество Лиссабона в 1662 году картина Стооп, Дирк.

К XVIII веку Лиссабон испытал несколько серий значительных землетрясений: восемь в XIV веке, пять в XVI веке (включая землетрясение 1531 года, которое разрушило 1500 зданий, и землетрясение 1597 года, из-за которого 3 городские улицы были стёрты с лица земли) и три в XVII веке. 1 ноября 1755 года город был уничтожен другим разрушительным землетрясением, унёсшим жизни от 30 000 до 40 000 жителей Лиссабона по разным оценкам, в то время как население города оценивается между 200 тыс. и 275 тыс., и уничтожило 85 % городской инфраструктуры. Среди утраченных построек важнейшими были Дворец Рибейра и Королевский госпиталь всех Святых. В прибрежных зонах, например, в Пениши, расположенной около 80 км к северу от Лиссабона, многие жители были убиты последующим цунами.
К 1755 году Лиссабон был одним из крупнейших городов Европы; катастрофическое событие шокировало всю Европу и оставило глубокий след в сознании людей. Вольтер написал длинную поэму, «Poême sur le désastre de Lisbonne», вскоре после землетрясения и отметил его в своей повести 1759 года «Кандид» (есть мнение, что эта критика оптимизма была вдохновлена землетрясением). Оливер Уэнделл Холмс-старший также отмечает это событие в своей поэме «The Deacon’s Masterpiece, or The Wonderful One-Hoss Shay».

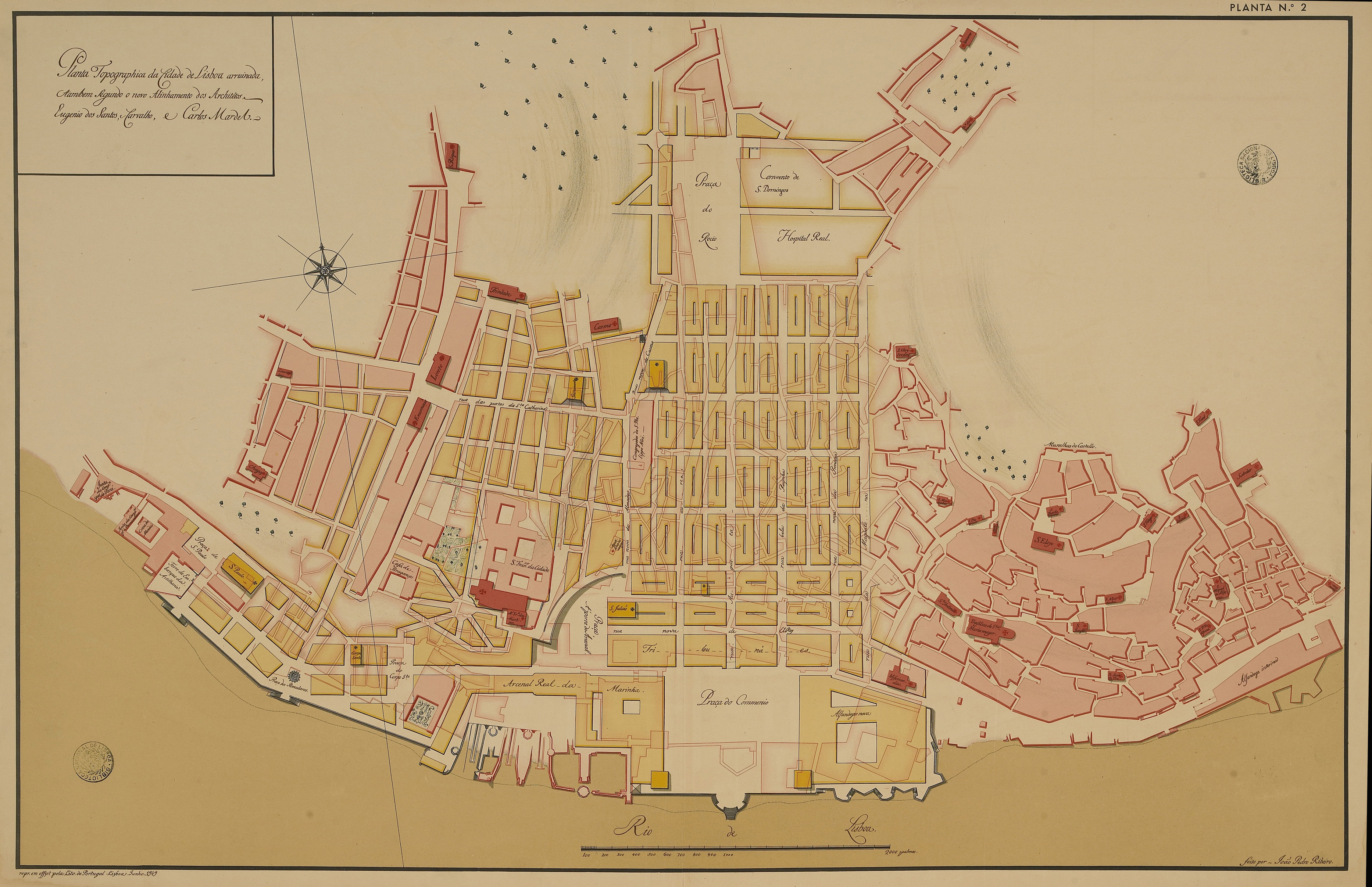
Просвещённый план Маркиза Помбала по перестройке Лиссабона

После землетрясения 1755 года город был перестроен в основном согласно планам премьер-министра Себастьяна Жозе ди Карвалью-и-Мелу, маркиза Помбал; нижний город начал называться Байша Помбалина (Нижний город Помбалина). Вместо перестройки средневекового города Помбал решил снести то, что осталось после землетрясения, и построить городской центр согласно принципам современной тому времени городской планировки. Он был перестроен с открытым прямоугольным планом с двумя большими площадями: Праса Росиу и Праса-ду-Комерсиу. Первая, главный торговый квартал, стала традиционным местом собрания и расположением старых кафе, ресторанов и театров; вторая же стала основным городским доступом к реке Тежу и точкой отправления и прибытия морских судов, украшенная триумфальной аркой (1875) и монументом короля Жозе I.

### Позднее Новое время и современность

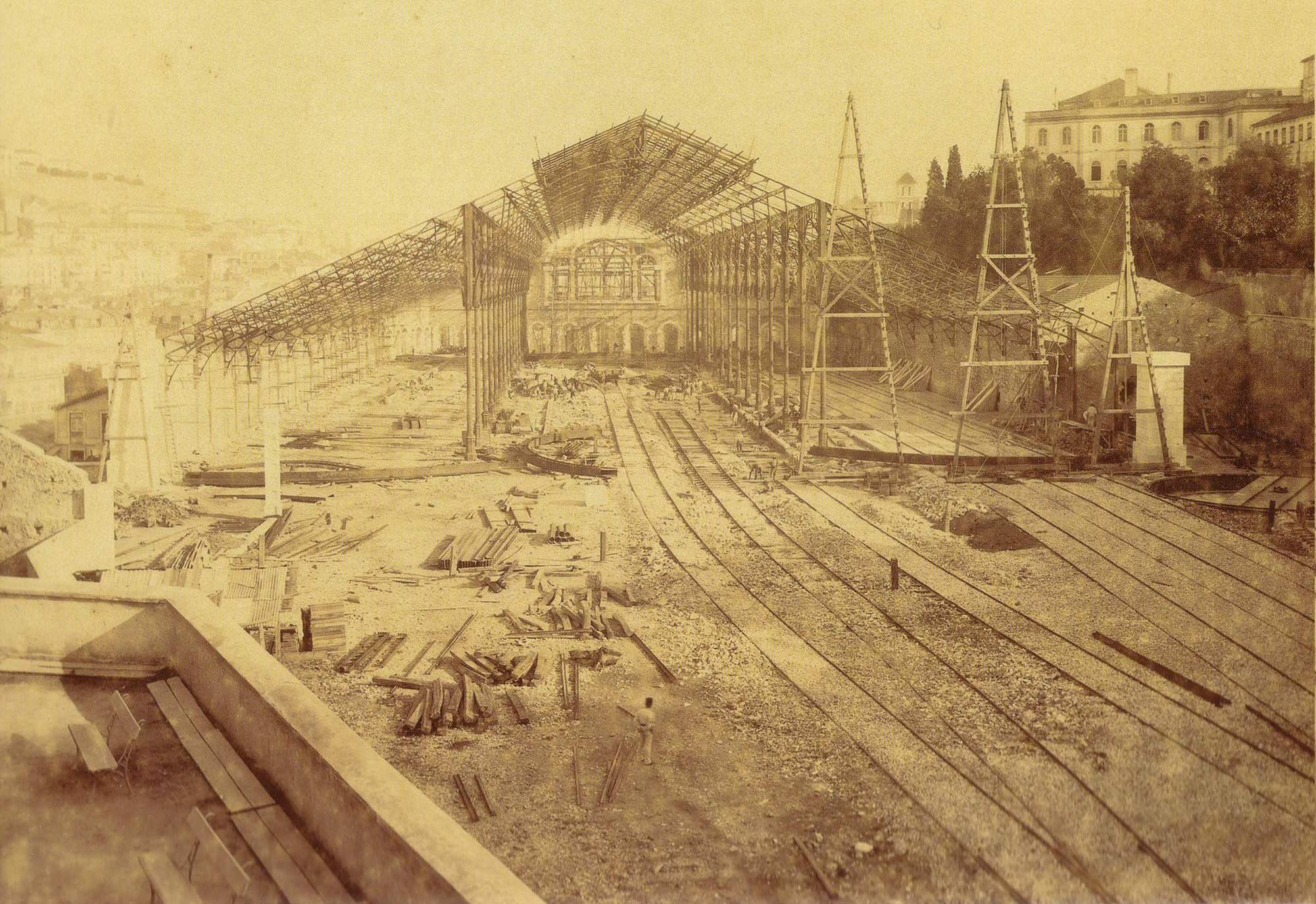
Строительство вокзала Росиу на площади Педру IV в 1886 году

В начале XIX века Португалия была занята войсками Наполеона, что вынудило Королеву Марию I и принца-регента Жуана (будущего Жуана VI) временно отплыть в Бразилию. К тому времени когда новый король вернулся в Лиссабон, множество зданий и учреждений было разграблено либо уничтожено захватчиками.

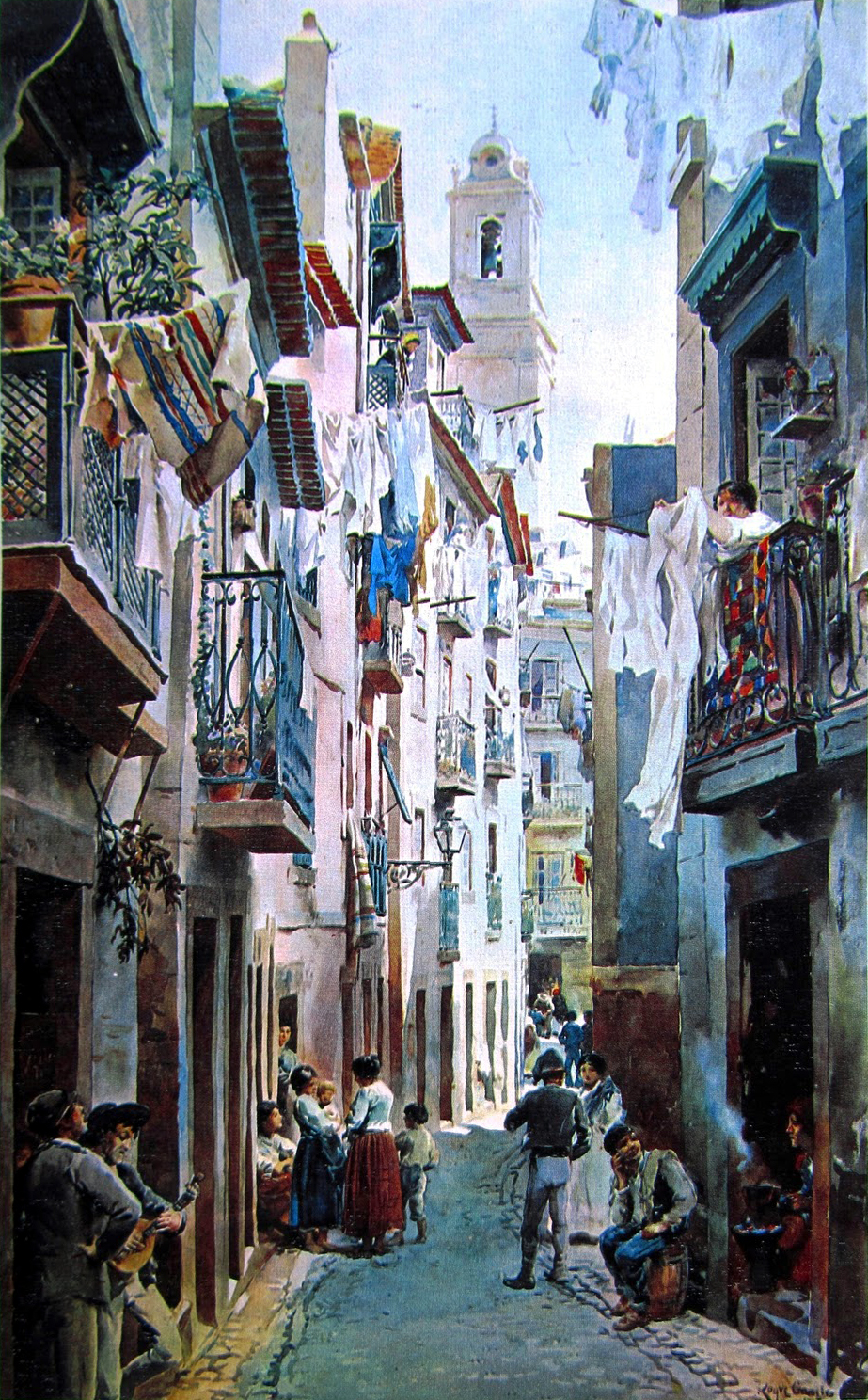
Улица Святого Мигеля в городском районе Алфама. Акварель художника Альфредо Гамейро, около 1910 года

В течение XIX века либеральное движение привнесло новые веяния в городскую жизнь. Ведущую роль стали играть районы Байша и Шиаду, где тут и там стали появляться магазины, табачные лавки, кафе, книжные магазины, клубы и театры. Развитие промышленности и торговли способствовало дальнейшему росту города и его расширению на север — всё дальше от реки Тежу. Именно в это время была проложена Авенида да Либердаде (1879).
В 1908 году Лиссабон стал местом убийства короля Карлуша I, что в конечном итоге привело к образованию Первой Республики двумя годами позже.
В 1911 году, после перерыва в несколько веков, вновь открыл свои двери Лиссабонский университет, объединивший множество колледжей и других высших учебных заведений города (такие как Escola Politécnica, ныне — Faculdade de Ciências). В настоящее время в городе имеется два государственных университета (Лиссабонский университет и Новый Лиссабонский университет), институт государственного университета (Lisbon University Institute) и Лиссабонский политехнический институт.

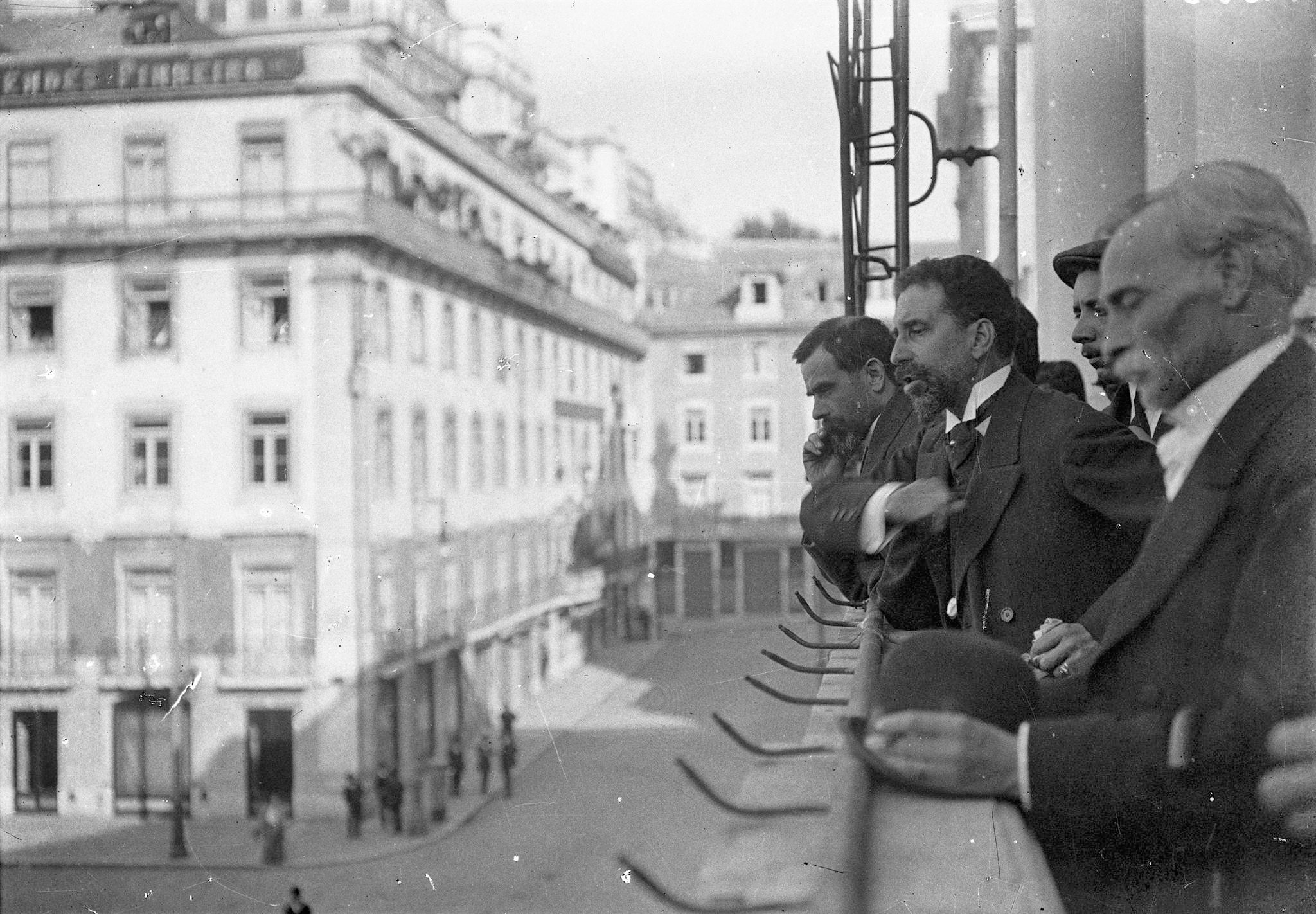
Провозглашение Португальской республики с балкона муниципальной палаты Лиссабона

Во время Второй мировой войны Лиссабон оставался одним из немногих действующих европейских портов, сохраняющих нейтралитет. Он служил основным маршрутом для переправки беженцев в США и был местом укрытия многих шпионов. Более 100 000 беженцев смогли бежать из Нацистской Германии через Лиссабон.
Во времена режима Estado Novo (1926—1974) Лиссабон продолжал расти за счёт других регионов страны — было инициировано множество националистических и монументальных проектов. Появились новые жилые и общественные строения; к Португальской выставке 1940 года была перестроена территория Белен. В результате роста населения возникли новые периферийные районы. С вводом моста через Тежу значительно улучшилось сообщение обоих берегов.
В XX веке Лиссабон стал местом трёх революций. Первая из них — революция 5 октября 1910 года положила конец португальской монархии и привела к установлению крайне нестабильной и коррумпированной первой португальской республики. Революция 6 июня 1926 года положила конец первой республике и привела к установлению Estado Novo, или Второй португальской республики. Третья революция — революция гвоздик случилась 25 апреля 1974 года и знаменовала собой конец режима Estado Novo, начало комплексных реформ и установление современной Третьей португальской республики.

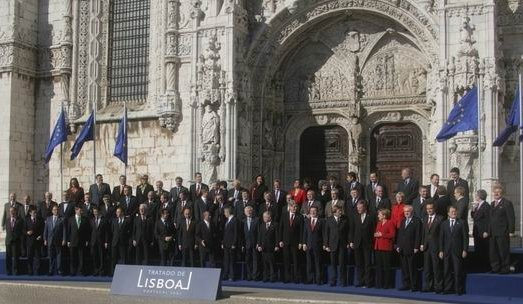
Подписание Лиссабонского договора в Монастыре Жеронимуш в 2007 году

В 1990-е годы многие из городских районов получили бурное развитие — в исторических кварталах были запущены проекты по модернизации общественного пространства; здания с богатым архитектурным наследием прошли реставрацию; северный берег Тежу был отведён под жилые дома и досуговые учреждения; был сооружён мост Васко да Гама; восточная окраина города была подготовлена к проведению Всемирной выставки 1998 (приуроченной к 500-летию путешествия Васко да Гамы в Индию, которое принесло Лиссабону несметные богатства и вызвало расцвет культуры, отразившийся и в архитектуре города).
Реставрация коснулась и исторического района Шиаду. Случившийся в 1988 году пожар серьёзно повредил многие здания XVIII века, построенные в стиле Помбалино. По окончании реставрационных работ району был возвращён его прежний облик, после чего он быстро стал излюбленным местом для покупок и средоточием самых престижных магазинов.
Лиссабонская стратегия — соглашение Европейского союза о мерах по оживлению экономики ЕС — было подписано в Лиссабоне в марте 2000 года. В октябре 2007 года Лиссабон принимал у себя саммит ЕС 2007, где было достигнуто соглашение о новой модели организации ЕС. Итоговое Лиссабонское соглашение было подписано 13 декабря 2007 года и вступило в силу 1 декабря 2009 года.

## Население
| Население по годам | Население по годам | Население по годам | Население по годам | Население по годам | Население по годам | Население по годам | Население по годам | Население по годам |
| 1864               | 1878               | 1890               | 1900               | 1911               | 1920               | 1930               | 1940               | 1950               |
| ------------------ | ------------------ | ------------------ | ------------------ | ------------------ | ------------------ | ------------------ | ------------------ | ------------------ |
| 190 311            | ↗240 740           | ↗300 964           | ↗351 210           | ↗431 738           | ↗484 664           | ↗591 939           | ↗694 389           | ↗783 226           |
| 1960               | 1970               | 1981               | 1991               | 2001               | 2011               | 2017               | 2021               |                    |
| ↗802 230           | ↘769 044           | ↗807 937           | ↘663 394           | ↘564 657           | ↘547 733           | ↘505 526           | ↗545 923           |                    |

## Физико-географическая характеристика
Лиссабон расположен на 38°42′49″ с. ш. 9°08′21″ з. д., в устье реки Тежу, что делает его самой западной столицей континентальной Европы.
На западной окраине Лиссабона расположен Лесной парк Монсанту, имеющий площадь 10 км² — один из крупнейших в Европе городских парков (на него приходится 10 % от всей площади города).
Город занимает выгодное положение на юго-западном побережье Пиренейского полуострова, на западном берегу бухты Мар да Палья, в 15 км от Атлантического океана.

### Климат
В Лиссабоне средиземноморский климат. В нём самые тёплые зимы среди всех европейских столиц — средние температуры с декабря по февраль составляют 18 °C днём и 11 °C ночью. Зимой средняя температура — +9 градусов, летом — +24.
Типичный летний сезон длится около шести месяцев — с мая по октябрь, хотя и в апреле температура порой достигает 25—32 °C.
Абсолютный максимум температуры +44,0 °C был зарегистрирован 4 августа 2018 г. Абсолютный минимум температуры −1,2 °C был зарегистрирован 11 февраля 1956 г.
| Показатель                                       | Янв. | Фев. | Март | Апр. | Май  | Июнь | Июль | Авг. | Сен. | Окт.  | Нояб. | Дек.  | Год  |
| ------------------------------------------------ | ---- | ---- | ---- | ---- | ---- | ---- | ---- | ---- | ---- | ----- | ----- | ----- | ---- |
| Абсолютный максимум, °C                          | 22,6 | 24,8 | 29,4 | 32,2 | 34,8 | 41,5 | 40,6 | 44,0 | 37,3 | 32,6  | 25,3  | 23,2  | 44,0 |
| Средний суточный максимум, °C                    | 14,8 | 16,2 | 18,8 | 19,8 | 22,1 | 25,7 | 27,9 | 28,3 | 26,5 | 22,5  | 18,2  | 15,3  | 21,5 |
| Средняя температура, °C                          | 11,6 | 12,7 | 14,9 | 15,9 | 18,0 | 21,2 | 23,1 | 23,5 | 22,1 | 18,8  | 15,0  | 12,4  | 17,5 |
| Средний суточный минимум, °C                     | 8,3  | 9,1  | 11,0 | 11,9 | 13,9 | 16,6 | 18,2 | 18,6 | 17,6 | 15,1  | 11,8  | 9,4   | 13,5 |
| Абсолютный минимум, °C                           | 1,0  | −1,2 | 0,2  | 5,5  | 6,8  | 10,4 | 14,1 | 14,7 | 12,1 | 9,2   | 4,3   | 2,1   | −1,2 |
| Норма осадков, мм                                | 99,9 | 84,9 | 53,2 | 68,1 | 53,6 | 15,9 | 4,2  | 6,2  | 32,9 | 100,8 | 127,6 | 126,7 | 774  |
| Источник: Instituto de Meteorologia, IP Portugal |      |      |      |      |      |      |      |      |      |       |       |       |      |

| Показатель                        | Янв. | Фев. | Март | Апр. | Май  | Июнь | Июль | Авг. | Сен. | Окт. | Нояб. | Дек. | Год   |
| --------------------------------- | ---- | ---- | ---- | ---- | ---- | ---- | ---- | ---- | ---- | ---- | ----- | ---- | ----- |
| Средний суточный максимум, °C     | 14,7 | 15,9 | 17,9 | 20,6 | 23,9 | 25,9 | 28,8 | 30,2 | 28,3 | 23,6 | 17,5  | 15,2 | 21,9  |
| Средняя температура, °C           | 11,8 | 12,3 | 14,2 | 16,4 | 19,1 | 21,1 | 23,4 | 24,5 | 23,0 | 19,5 | 14,5  | 12,2 | 17,7  |
| Средний суточный минимум, °C      | 8,8  | 8,9  | 10,4 | 12,2 | 14,4 | 16,3 | 18,0 | 18,6 | 17,9 | 15,4 | 11,5  | 9,4  | 13,5  |
| Норма осадков, мм                 | 75,9 | 49,8 | 73,9 | 64,7 | 38,3 | 6,1  | 0,7  | 4,4  | 13,9 | 82,9 | 108,9 | 67,1 | 586,5 |
| Источник: www.weatheronline.co.uk |      |      |      |      |      |      |      |      |      |      |       |      |       |

## Исторические районы центра

Торговая площадь

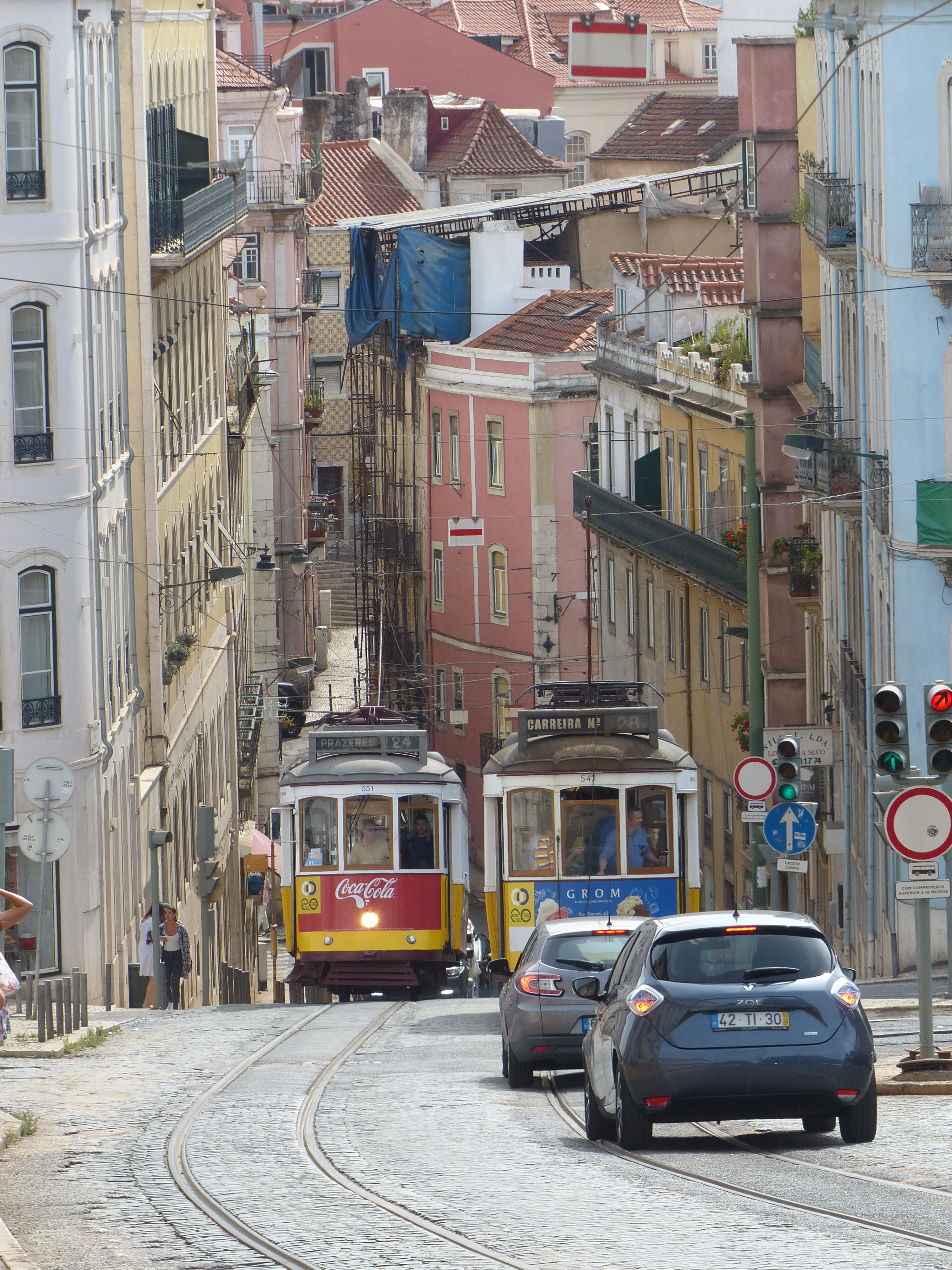
Район Эштрела

- Самый центр Лиссабона занимает район Байша, который расположен в низине между двумя холмами, что обусловило его название (порт. Baixa — низкая).
- Алфама — старейший исторический район Лиссабона, расположенный на крутом склоне холма между замком Святого Георгия и Тежу.
- Байрру-Алту расположен на высоком холме к западу от Байши, что обусловило его название (в буквальном переводе — «высокий район»). Связан с Байшей лифтом Санта-Жушта.
- Белем находится на определённом расстоянии от центра города. Здесь расположена башня Торри-ди-Белен и бывший монастырь иеронимитов Жеронимуш.

## Архитектура

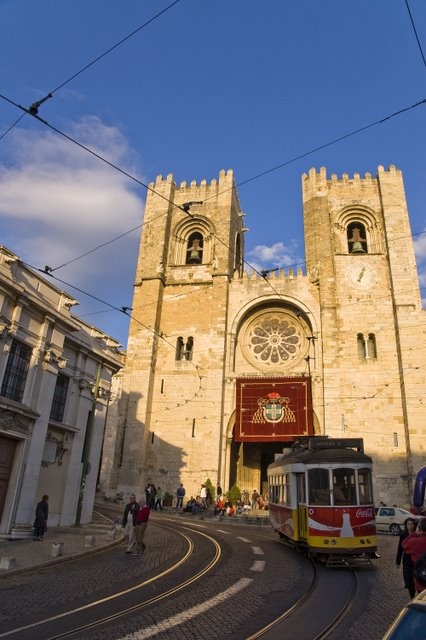
Лиссабонский собор

В Лиссабоне гармонично сочетается архитектурное наследие различных стилей:
- замок Святого Георгия, построенный в IX—XIV вв.,
- романский Лиссабонский собор XII века (перестроен в XVIII веке),
- готический монастырь кармелитов (1389—1423),
- барочные дворцы Белен, Мафра и Келуш;
- дворец Ажуда и дворец Сан-Бенту в стиле классицизма, дворец Фронтейра эпохи ренессанса;
- церкви в стилях мануэлино и барокко (Базилика-да-Эштрела, церкви Святой Энграсии, Святого Висенте ди Фора, Консейсау Велья, Святого Роха).

Из градостроительных ансамблей примечательны площадь Фигейра и проспект Свободы.

## Культура

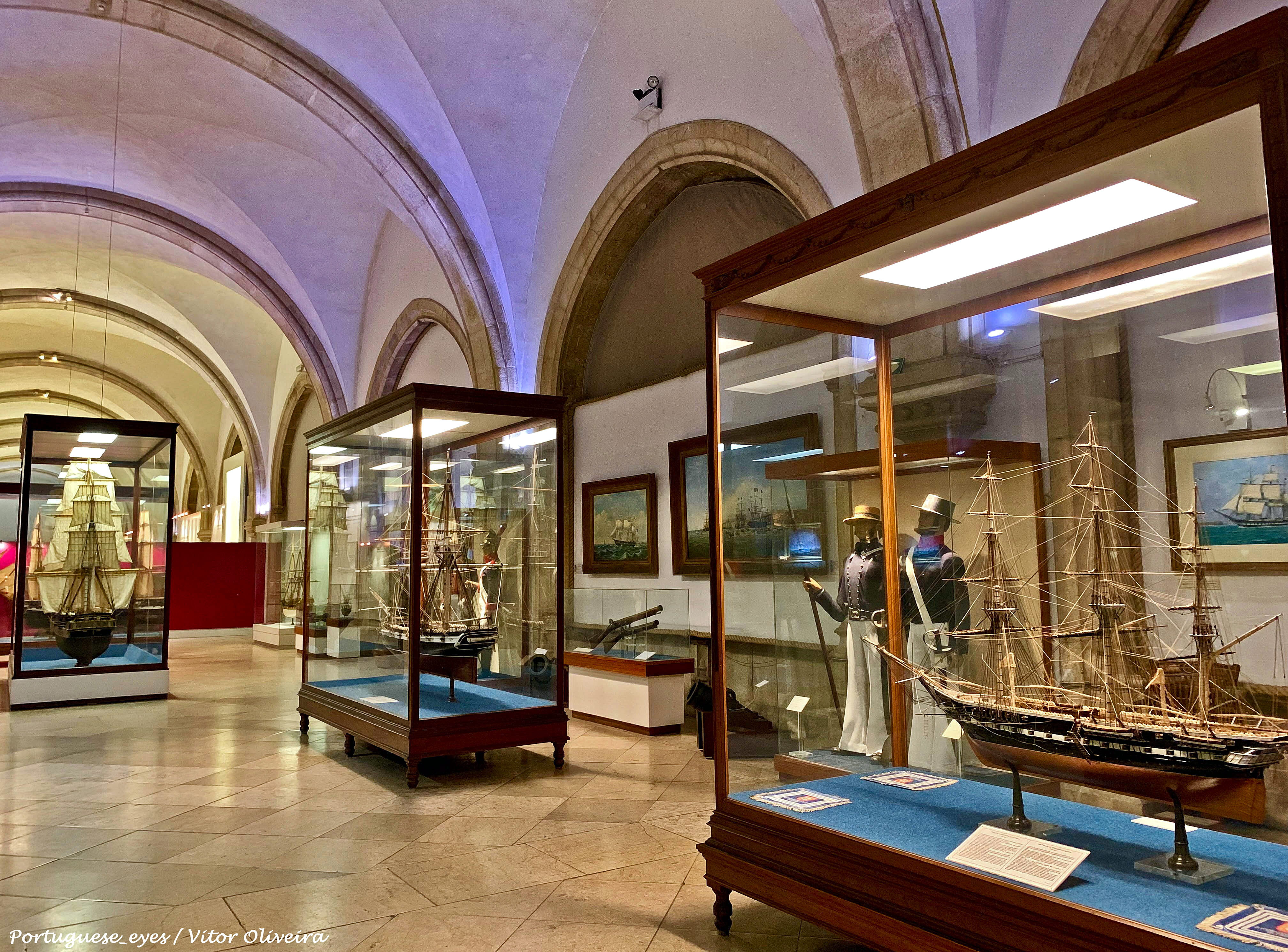
Один из залов Морского музея

Крупнейшие очаги культурной жизни — Национальный театр Сан-Карлуш и Музей старинного искусства.
Среди туристов успехом пользуются музеи:
- Музей электричества
- Морской музей (Лиссабон)
- Национальный археологический музей (Лиссабон)
- Музей искусства, архитектуры и технологии

Популярной забавой горожан является бой быков, но, в отличие от испанской корриды, где быка убивают, в португальской животное усмиряет команда безоружных бойцов (форкадуш).
После победы португальского артиста на песенном конкурсе «Евровидение» в 2017 году, который прошёл в Киеве, летом того же года стало известно о том, что конкурс 2018 года состоится в Лиссабоне в начале мая. Местом проведения выбрана MEO Arena.

## Спорт
Ежегодно в городе проводятся Лиссабонский и португальский полумарафоны.
В Лиссабоне базируются футбольные клубы «Бенфика», «Спортинг», «Каза Пия» и «Белененсеш».

## Транспорт

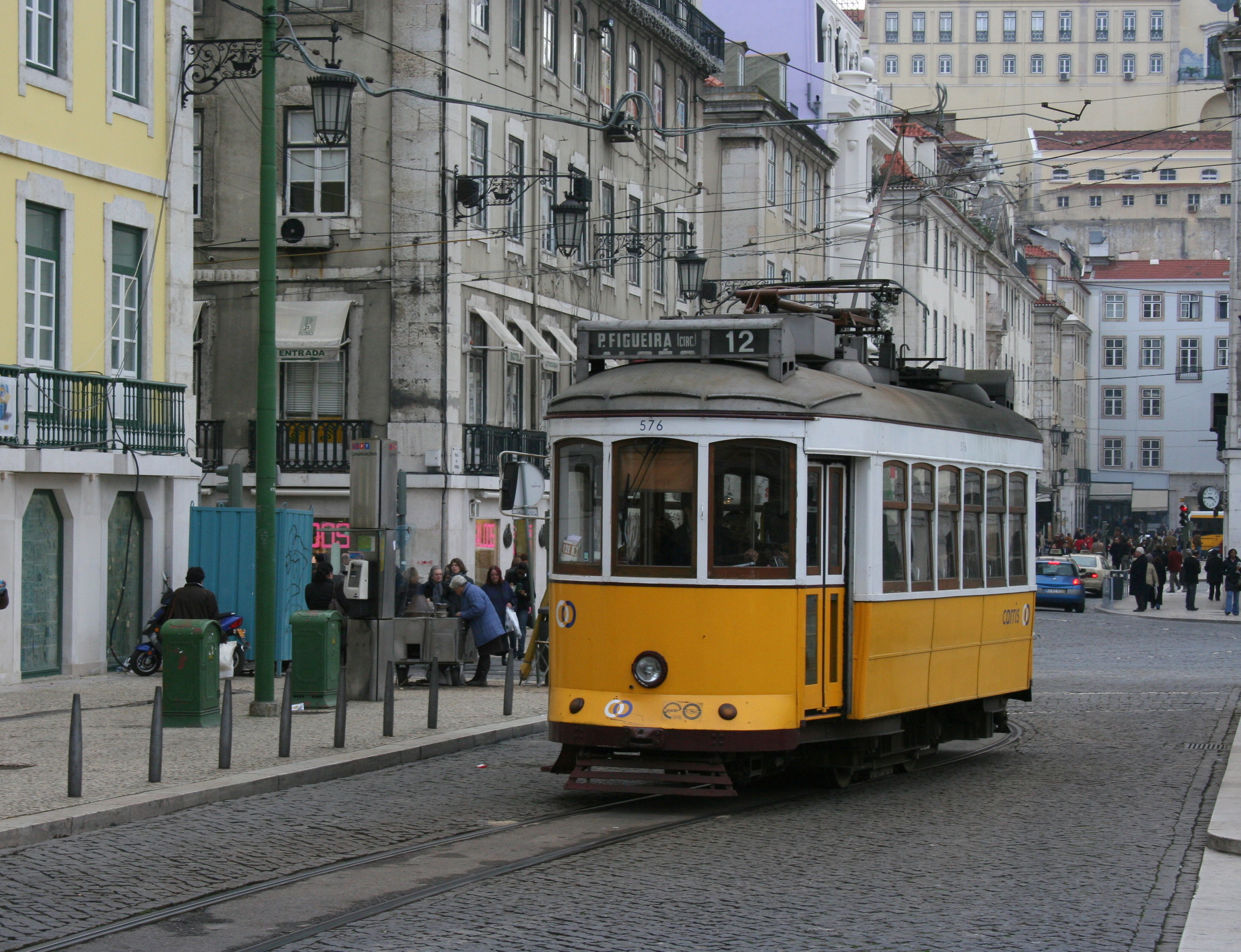
Лиссабонский трамвай

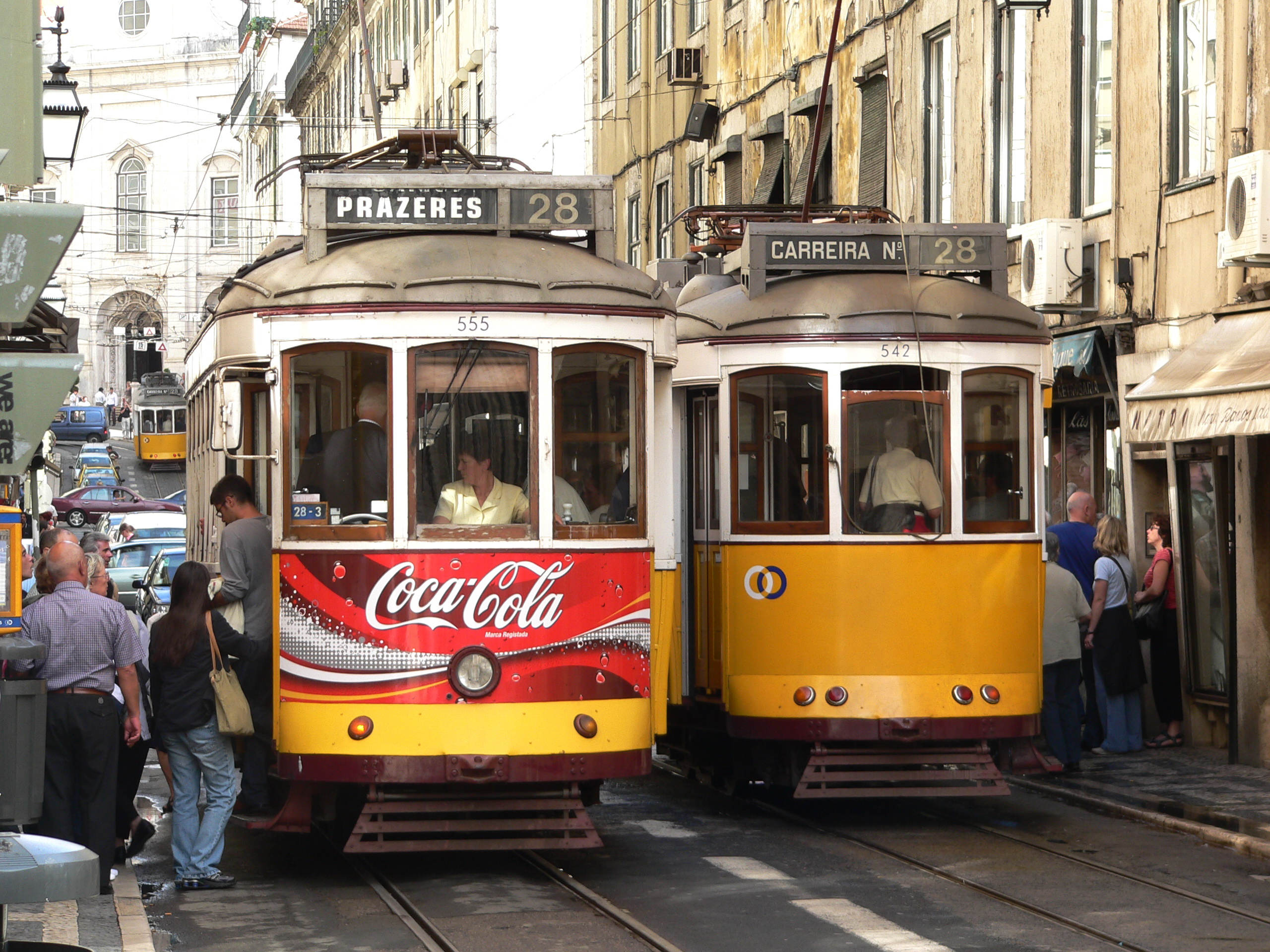
Электрические трамваи Лиссабона, пересекающие центр

- На севере города расположен международный аэропорт Портела. Он находится в 7 км от центра Лиссабона и соединён с ним линией метро (станция Aeroporto, красная ветка) и городскими автобусами. Провоз багажа в автобусах ограничен, максимальный размер 50×40×20 см[31].
- С 29 декабря 1959 года работает метро — насчитывает 56 станций (учитывая 6 пересадочных) и состоит из 4 линий общей длиной 44,2 км. Метро открыто с 6:30 до 0:00. Интервалы между отправлением поездов от 4,05 мин до 9,45 мин. Стоимость проезда — 1,50 € при покупке одноразового билета, 1,35 € при использовании пополняемой карты Viva[32].
- Автобусные и трамвайные маршруты Лиссабона обслуживаются компанией Carris. Стоимость проезда при покупке билета у водителя — 2 € и 3 € соответственно; по заранее купленному одноразовому билету — 1,5 €; при оплате пополняемой картой Viva — 1,35 €[33]. Старинный жёлтый трамвай является негласным символом Лиссабона[34].

## Города-побратимы
Ниже представлен список городов-побратимов Лиссабона и городов, с которыми заключены договоры о дружбе и сотрудничестве:
- Агуа-Гранде, Сан-Томе и Принсипи (2013)
- Алжир, Алжир (1988)
- Асунсьон, Парагвай (2014)
- Бангкок, Таиланд (2016)
- Бисау, Гвинея-Бисау (31 мая 1983)
- Бразилиа, Бразилия (28 июня 1985)
- Будапешт, Венгрия (28 сентября 1992)
- Буэнос-Айрес, Аргентина
- Вифлеем, Палестина (1995)
- Гимарайнш, Португалия (29 июня 1993)
- Загреб, Хорватия (15 июля 1977)
- Кашеу, Гвинея-Бисау (14 ноября 1988)
- Киев, Украина (26 октября 2000)
- Куритиба, Бразилия (2005)
- Ла-Пас, Боливия
- Луанда, Ангола (11 октября 1988)
- Мадрид, Испания (31 мая 1979)
- Майами, США (1987)
- Макао (20 мая 1982)
- Малакка, Малайзия (19 января 1984)
- Мапуту, Мозамбик (20 марта 1982)
- Монтевидео, Уругвай (1993)
- Москва, Россия
- Натал, Бразилия (21 августа 2009)
- Панаджи, Индия
- Париж, Франция (1998)
- Пекин, КНР (2007)
- Прая, Кабо-Верде (26 мая 1983)
- Рабат, Марокко (22 марта 1988)
- Рио-де-Жанейро, Бразилия
- Салвадор, Бразилия
- Сан-Паулу, Бразилия[36]
- Санта-Катарина, Кабо-Верде (1997)
- Сан-Томе, Сан-Томе и Принсипи (26 мая 1983)
- София, Болгария (2001)
- Торонто, Канада (1987)
- Тунис, Тунис (1993)
- Уотербери, США
- Форталеза, Бразилия (30 июня 2016)
- Фэйрфилд, США
- Хаймэнь, КНР (2011)
- Циндао, КНР (2010)

### Комментарии
1. ↑  Глобальный город альфа-уровня по классификации Исследовательской группы глобализации и мировых городов[англ.].
2. ↑  EDP Group, Galp Energia и Jerónimo Martins.